# Epiphora
Epiphora är ett släkte av fjärilar. Epiphora ingår i familjen påfågelsspinnare.

## Bildgalleri

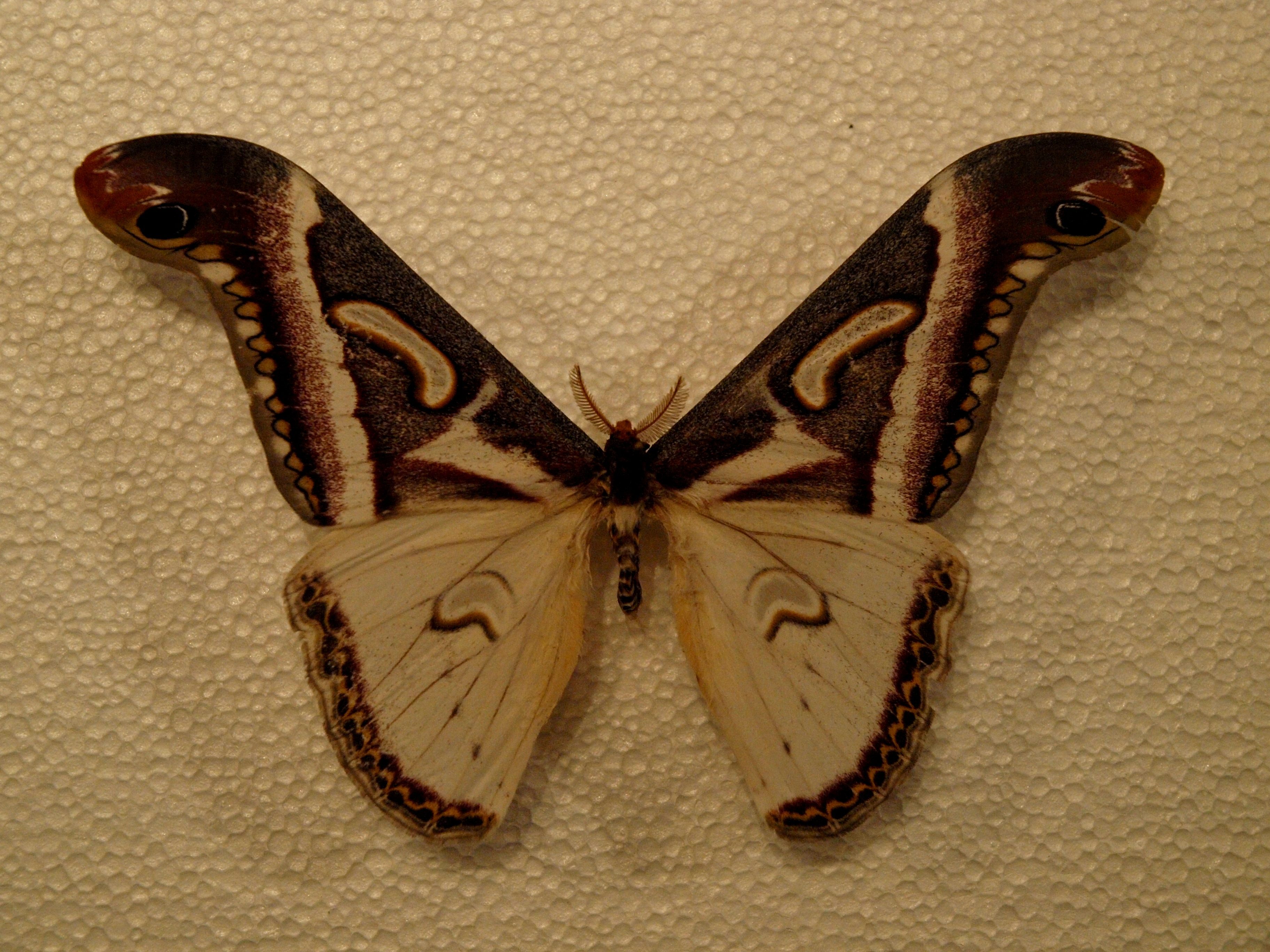
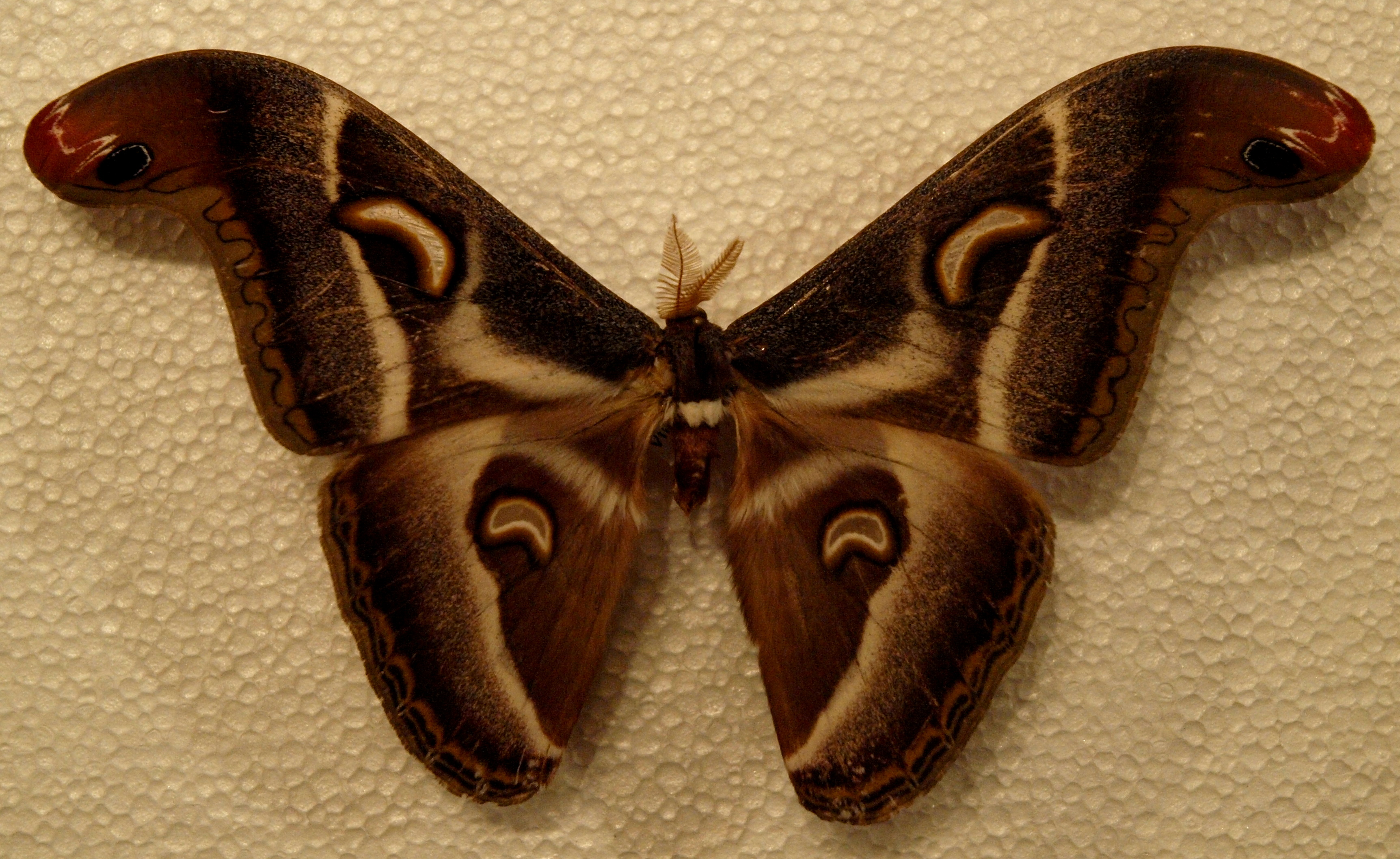
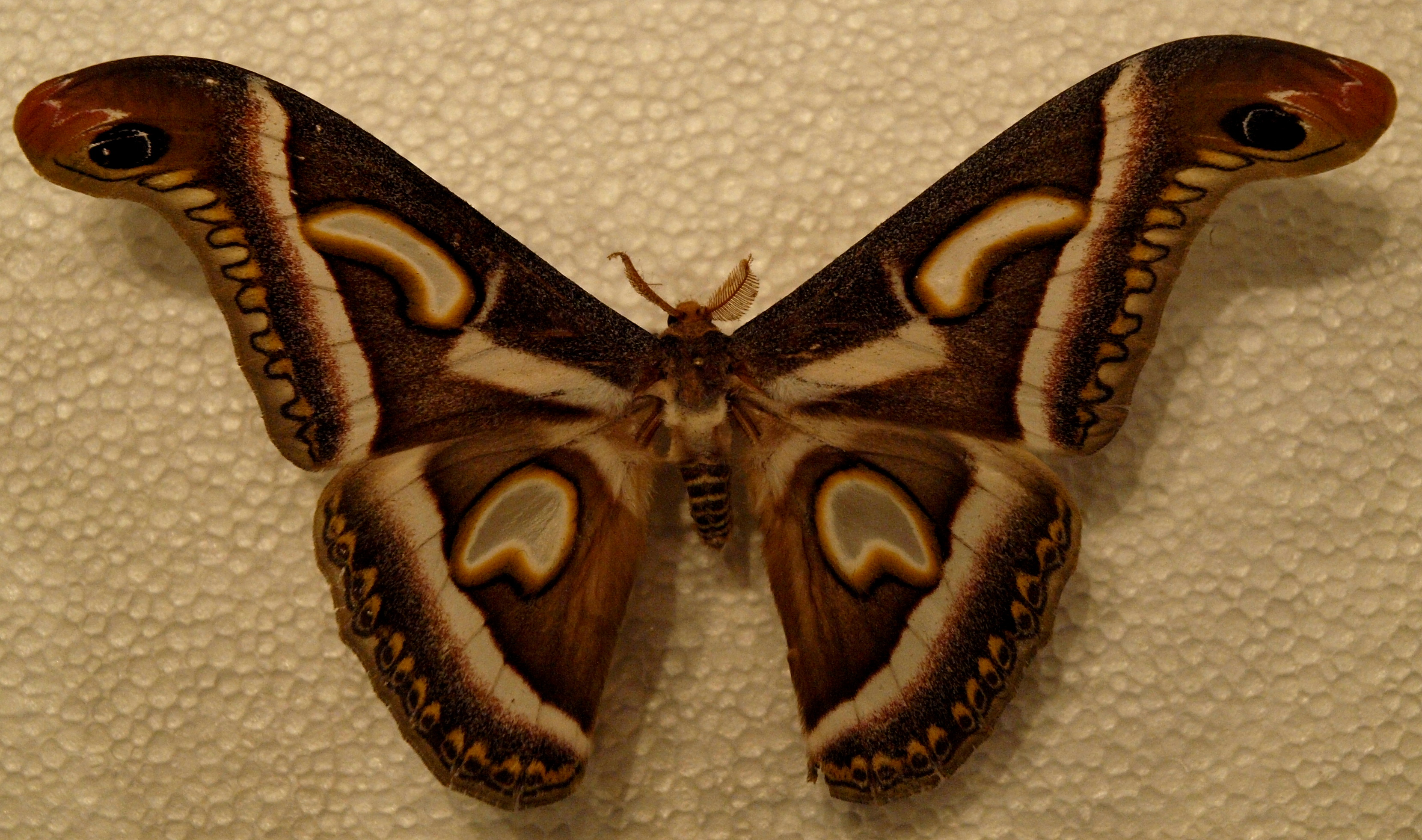
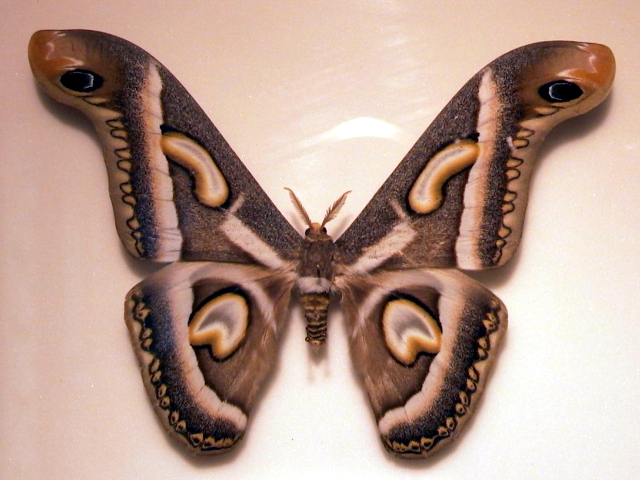

## Dottertaxa tillEpiphora, i alfabetisk ordning[1]
- Epiphora aequitorialis
- Epiphora albida
- Epiphora antinorii
- Epiphora atbarina
- Epiphora bauhiniae
- Epiphora baumhiria
- Epiphora bedoci
- Epiphora berliozi
- Epiphora boolana
- Epiphora boursini
- Epiphora bouvieri
- Epiphora brunnea
- Epiphora congolana
- Epiphora conjuncta
- Epiphora cordieri
- Epiphora cotei
- Epiphora damarensis
- Epiphora ducalis
- Epiphora elianae
- Epiphora faidherbia
- Epiphora feae
- Epiphora fournierae
- Epiphora gabonensis
- Epiphora getula
- Epiphora ileshana
- Epiphora imperator
- Epiphora lecerfi
- Epiphora liberensis
- Epiphora lineata
- Epiphora lugardi
- Epiphora macrops
- Epiphora magdalena
- Epiphora manowiensis
- Epiphora marginimacula
- Epiphora marwitzi
- Epiphora mythimnia
- Epiphora niepelti
- Epiphora noigamagetana
- Epiphora nubilosa
- Epiphora obscura
- Epiphora paradoxa
- Epiphora pelosoma
- Epiphora perspicua
- Epiphora ploetzi
- Epiphora pygmaea
- Epiphora rectifascia
- Epiphora rufa
- Epiphora schultzei
- Epiphora scribonia
- Epiphora semialba
- Epiphora sudanica
- Epiphora tanszoiane
- Epiphora testenoirei
- Epiphora testouti
- Epiphora torquata
- Epiphora ugandensis
- Epiphora vacuna
- Epiphora vacunoides
- Epiphora watulegei
- Epiphora vera
- Epiphora weymeri
- Epiphora victoria